# Susanne Schneider (Drehbuchautorin)
Susanne Schneider (* 16. Juli 1952 in Stuttgart) ist eine deutsche Theater- und Drehbuchautorin und Filmregisseurin.

## Leben
Susanne Schneider studierte von 1972 bis 1976 Kunst an der Staatlichen Akademie der Bildenden Künste Stuttgart und an der Düsseldorfer Kunstakademie. Danach war sie von 1979 bis 1982 Regieassistentin am Düsseldorfer und Frankfurter Schauspielhaus. Es folgten erste Arbeiten als Theater-Regisseurin. Für ihr Drehbuch zu der BR-Produktion Fremde, liebe Fremde von 1991 wurde sie mit dem Bayerischen Fernsehpreis und dem Adolf-Grimme-Preis ausgezeichnet. 1992 inszenierte sie am Theater zum westlichen Stadthirschen in Berlin ihr eigenes Theaterstück Die Nächte der Schwestern Brontë (über das Leben der gleichnamigen Schriftstellerinnen), das zu ihrem größten Erfolg als Dramatikerin wurde, es wurde bis heute an zahlreichen anderen Theatern nachgespielt. Weitere Theatertexte folgten. Seit 1995 gehört sie zu den Drehbuchautorinnen der Fernsehreihe Tatort, seit 2010 schrieb sie auch mehrmals für die Krimiserie Bella Block.
Seit 1985 lebt sie in Nehren bei Tübingen.

## Filmografie (Auswahl)
- 1991: Fremde, liebe Fremde
- 1992: Thea und Nat
- 1996: Tatort: Heilig Blut
- 1998: Solo für Klarinette
- 1998: Feuerreiter
- 1999: Noce sióstr Bronte (polnischer TV-Film nach dem Theaterstück Die Nächte der Schwestern Brontë)
- 2002: In einer Nacht wie dieser (+ Regie)
- 2005: Tatort: Dunkle Wege
- 2007: Tatort: Blutsbande
- 2007: Tatort: Engel der Nacht
- 2009: Es kommt der Tag (+ Regie)
- 2009: Tatort: Im Sog des Bösen
- 2010: Bella Block: Das schwarze Zimmer
- 2011: Tatort: Der schöne Schein
- 2013: Bella Block: Hundskinder
- 2013: Bella Block: Angeklagt
- 2014: Alles Verbrecher – Eiskalte Liebe
- 2015: Bella Block: Die schönste Nacht des Lebens
- 2018: Bella Block: Am Abgrund

## Theaterstücke
- 1985: Du nennst die Liebe ein entzückend Träumen
- 1992: Die Nächte der Schwestern Brontë
- 1993: Sarajevo Good Bye
- 1996: Wir Verkäufer
- 1995: Krieger der Sehnsucht
- 2001: Sonnenfinsternis